# Оптично дисково устройство
Оптично дисково устройство е вид дисково устройство – компютърен компонент, предназначен за четене или записване на информация върху оптични дискове. Носителите на информация могат да бъдат компактдискове (CD), DVD или Blu-ray диск. За четене и запис се използва лазерно лъчение от близката инфрачервена област за CD, червено (650 нм) за DVD и синьовиолетово за BD.

## История
В компютрите оптичните устройства се появяват на мястото на флопи-дисковите устройства, които имат капацитет от само 1.44 MB, бързо оказал се недостатъчен за нарастващите обеми от данни. След около 2003 г. оптичните устройства на свой ред биват изместени от USB флаш паметите, които са много по-малки като физически размер, а големи като капацитет.

## Скорост
Скоростта на четене на оптичните устройства се определя спрямо скоростта на четене на аудио CD. Съкратеното означение „1x“ е скорост на трансфер на данни 150 килобайта в секунда (kbps). Маркираната скорост върху устройството означава максималната скорост, с която се четат данни (напр. 8x, 16x, 24x, 40x ...).
При DVD-ROM устройствата „1х“ скорост на четене осъществява пренос на данни от 10,8 мегабита в секунда (Mbit/s) (=1,35 MB/s). Това съответства приблизително на скорост 9х при компактдиска. По-модерните DVD устройства четат/записват със скорости до 18х-24х.

## Видове
Има няколко вида устройства, според видовете оптични дискове:
- CD-ROM устройството е предназначено единствено за четене на компакт дискове.
- CD-RW устройството е предназначено за четене и записване на компакт дискове, които позволяват запис.
- Combo устройството е предназначено за четене и записване на CD и само за четене на DVD дискове.
- DVD-ROM устройството е предназначено само за четене на DVD дискове и компактдискове.
- CD-RW/DVD устройството е предназначено за четене на DVD дискове и четене и запис на компактдискове.
- DVD-RW устройството е предназначено за четене и запис на DVD дискове и компактдискове.
- DVD-RAM устройството действа като DVD-RW устройството, но предлага и четене и запис на DVD-RAM.